# Muchamagazi Magomiedow
Muchamagazi Rażabowicz Magomiedow (ros. Мухамагази Ражабович Магомедов; ur. 15 maja 1989) – rosyjski zapaśnik startujący w stylu wolnym. Piąty w Pucharze Świata w 2017. Pierwszy na Światowych Igrzyskach Sportów Walki w 2013. Mistrz Rosji w 2016 i trzeci w 2013 roku.